# Dugnicsán János
Dugnicsán János (Bátaszék, 1780. szeptember 18. – 1836. november 3.) pécs-egyházmegyei katolikus pap, költő.

## Élete
Tanulását Szekszárdon kezdte és Pécsett végezte, ahol 1803. szeptember 30.-án misés pappá szenteltetett föl. Káplán volt Berkesden, Tolnán, Pakson és Pécsett. 1812. június 12.-én zombai, 1821-ben püspöklaki plébános lett, ahol új templomot építtetett, amelyet 1828. augusztus 24.-én fölszenteltek.

## Munkái
Szegszárdnak, t. n. Tolna vármegye anya-városának, nemkülönben ft. Szluha György apát-urnak, Paksi Böhm Ferencz muzsikai egész karral, melyet ő legelső magyar nyelven készített, eképpen örvendezett ama felséges egyháznak szenteltetése alkalmatosságával 1806. Kalocsa.
Kéziratban: Nehány költeménye, Lak, 1821. 